# کل سر
کل سر، روستایی از توابع بخش مرکزی شهرستان سیاهکل در استان گیلان ایران است.

## جمعیت
این روستا در دهستان مالفجان قرار دارد و براساس سرشماری مرکز آمار ایران در سال ۱۳۸۵، جمعیت آن ۱۱۰ نفر (۳۸خانوار) بوده‌است.یکی از افراد شاخص این روستا دکتر شیرزاد سعیدی واجارگاهی متخصص رشته بیماریهای عفونی و گرمسیری می باشد که دوره طب خود را از دانشگاه تهران فارغ التحصیل شده است .